# たすきがけ人事
たすきがけ人事（たすきがけじんじ）とは、会社・団体・組織などの人事において採用される手法のひとつ。ある役職が、2種類以上の相異なる性質の集団を出身した人物により、規則的に交替で担当されることを指す。語源は、和服を着用する際のたすきが、両肩から交互に紐を下ろし結ぶことから。

## 概要
一般的には、合併により発足した新企業が、前身の2つの会社の出身人物を交替で社長・会長に充てることが「たすきがけ人事」である。特に、当事会社間の売上高や従業員数に大きな差がない対等合併の場合に多く見られる。
たすきがけ人事が採用される要因には、当事会社従業員同士のプライドや意地、企業文化（コーポレートカルチャー）残存へのこだわり、という感情的側面がある。また、当事会社間に実力差がある場合でも、劣後扱いされた企業の抵抗が統合作業に支障をきたす恐れがあると、上位企業の「遠慮」によりたすきがけ人事が採用されることがある。
たすきがけ人事は多くの弊害を生む。たすきがけ人事が採用されていると、その法則性に逆らった経営陣が組織されず、適材適所が実現されない。また、役員のみならず、昇進の過程に立つすべての従業員にこの法則が影響するため、合併後も当時会社の従業員同士が融和しにくい。合併には相乗効果や効率化を図るものがあるが、それらの効力が期待されにくくなる。
派閥運動の妥協点のひとつとも見える。

## 事例
- 日本銀行
1969年以降、日銀出身者（プロパー）と大蔵省からの天下り者が交互に総裁を務めた。1998年の日本銀行法改正により、中央銀行としての独立性を向上させるため、この慣行は廃された。日銀出身の速水優に続いて、同じく日銀出身の福井俊彦が総裁に就任している。

- 総務省
2001年の中央省庁再編により、総務庁、郵政省と自治省の業務を統合して発足。事務次官を前身省庁の出身者が交互に務めた。2005年、当時の松井浩審議官が旧郵政省出身で、事務次官就任が有力視されていたが、折しも郵政民営化問題で小泉純一郎首相が松井審議官の処分を要求したため、慣行が崩された。後任は旧総務庁出身者が務めた。

- 第一勧業銀行
1971年に第一銀行と日本勧業銀行が合併して発足。頭取・会長を前身行出身者が交互に務め、一般職においても人事部が2つ存在した。1997年に明るみに出た総会屋事件の捜査過程において、たすきがけ人事がコーポレートガバナンスの低下を招き、裏社会との接点が断てなかったという分析がなされた。マスメディア報道も多かったため、一般にも知られた典型的なたすきがけの例である。2002年の再編によりDKBの法人を引き継いだ、旧・みずほ銀行においてもこの慣行は続いたが、合併後30年以上を経て旧行出身者がもはや残っておらず、2004年に就任した頭取も合併直前の入行組であったことから、2009年の会長就任に伴い自然消滅した。

- さくら銀行
1990年に三井銀行と太陽神戸銀行が合併して発足。頭取・会長を前身行出身者が交互に務めた。たすきがけ人事に加えて、店舗やシステムの統合も前身行同士の配慮がはたらき、最大の預金量と三井グループを背後にもちながら業績が上がらなかった。バブル景気崩壊後の時期にあって、経営の悪化に拍車をかけた一因となった。2001年、住友銀行と合併し三井住友銀行に統合。

- 三井住友銀行 / 三井住友フィナンシャルグループ
三井住友銀行（SMBC）は、2001年に住友銀行とさくら銀行が合併して発足。初代頭取には旧住友の西川善文、初代会長には旧さくらの岡田明重が就任した。2002年に持株会社である三井住友フィナンシャルグループ（SMFG）を設立。SMFG設立後も社長・会長はSMBCと同じであった。しかし、2人は2005年に経営悪化で引責辞任した。後任人事で、旧さくらの北山禎介がSMBC会長でSMFG社長、旧住友の奥正之はSMBC頭取でSMFG会長に就任した。その後、SMFGの会長・社長とSMBCの会長・頭取の4つのうちのいずれかが三井銀行出身者に割り当てられる慣行が事実上形成され、三井銀行出身のSMFG会長の死去ですべてを住友銀行出身者で占める状態を経て、2023年に三井銀行出身の福留朗裕がSMBC頭取に就任し、初の三井銀行出身者の頭取が誕生するに至った。

- 三井住友海上火災保険 / （旧）三井住友海上グループホールディングス（現在のMS&ADインシュアランスグループホールディングス）
合併から2006年の第三分野保険に関する不祥事で引責辞任するまで、会長は旧三井海上の社長だった井口武雄、社長には旧住友海上社長だった植村裕之が就いていたが、その後任として、会長には当時の副社長で旧住友海上出身の秦喜秋（しん・よしあき）、社長には、直前に常務執行役員から常務のままCEOに昇格していた旧大正海上出身の江頭敏明が就任している。2008年の持株会社傘下に移行した際、持株・MSIGの会長・社長も三井住友海上と同じ人事となった。その後、三井住友海上の前社長がMS&AD社長に就任し、一方が三井海上出身者、他方が住友海上出身者がそれぞれ社長に就任する慣行が形成された。

- 新日本製鐵
1970年に八幡製鐵と富士製鐵が合併し発足。社長を前身会社出身者が交互に務めている。合併後7年間は人事部が2つ存在した。後継の新日鐵住金（現在の日本製鉄）では、合併当初は会長が新日鐵の社長、社長が住金の社長が横滑りし、会長にCEOを兼務させる処置を取ったが、その後、社長を新日鐵側から出すことになり、会長はCEO兼務を解除の上で、代表権のあるまま留任したため、事実上、新日鐵主導の人事となった。なお、新日鐵住金の初代会長(新日鐵の最後の社長でもある)は、新日本製鐵発足後の入社組であり、旧来の八幡と富士のたすきがけ自体はすでに消滅していた。

- NTT / NTTグループ
技術系出身者と事務系出身者が交互に社長を務めている。1997年のNTT法改正による分割以降も、NTT持株会社・NTT東・NTT西でこの慣行が続いたが、このうちNTT東は2002年に規則性が崩れている。
但しこの点については、技術系社員が出世できないということを対外的に示したため、同社の技術系従業員のリクルートメントにおいて悪影響を及ぼした。

- 日本郵政グループ労働組合
2007年10月22日 - 「日本郵政公社労働組合（JPU）」と「全日本郵政労働組合」の統合により誕生。発足から10年間は、委員長・書記長両者のたすきがけ人事を実施し、その間に労組間の融和を進める方針である。初代委員長は、全郵政出身の山口義和。書記長は、JPU出身の難波奨二。